# Unterseeboot 707
L'Unterseeboot 707 ou U-707 est un sous-marin allemand (U-Boot) de type VIIC utilisé par la Kriegsmarine pendant la Seconde Guerre mondiale.
Le sous-marin est commandé le 6 août 1940 à Hambourg (H. C. Stülcken Sohn), sa quille posée le 2 janvier 1941, il fut lancé le 18 décembre 1941 et mis en service le 1er juillet 1942 de l'Oberleutnant zur See Günther Gretschel.
Il coule en novembre 1943 dans l'Atlantique Nord, attaqué par l'Aviation britannique.

## Conception
Unterseeboot type VII, l'U-707 avait un déplacement de 769 tonnes en surface et 871 tonnes en plongée. Il avait une longueur totale de 67,10 m, un maître-bau de 6,20 m, une hauteur de 9,60 m et un tirant d'eau de 4,74 m. Le sous-marin était propulsé par deux hélices de 1,23 m, deux moteurs diesel Germaniawerft M6V 40/46 de 6 cylindres en ligne de 1 400 cv à 470 tr/min, produisant un total de 2 060 à 2 350 kW en surface et de deux moteurs électriques Garbe, Lahmeyer & Co. RP 137/c de 375 cv à 295 tr/min, produisant un total 550 kW, en plongée. Le sous-marin avait une vitesse en surface de 17,7 nœuds (32,8 km/h) et une vitesse de 7,6 nœuds (14,1 km/h) en plongée. Immergé, il avait un rayon d'action de 80 milles marins (150 km) à 4 nœuds (7,4 km/h; 4,6 milles par heure) et pouvait atteindre une profondeur de 230 m. En surface son rayon d'action était de 8 500 milles nautiques (soit 15 700 km) à 10 nœuds (19 km/h).
L'U-707 était équipé de cinq tubes lance-torpilles de 53,3 cm (quatre montés à l'avant et un à l'arrière) qui contenait quatorze torpilles. Il était équipé d'un canon de 8,8 cm SK C/35 (220 coups) et d'un canon antiaérien de 20 mm Flak. Il pouvait transporter 26 mines TMA ou 39 mines TMB. Son équipage comprenait 4 officiers et 40 à 56 sous-mariniers.

## Historique
Il suit sa formation initiale dans la 8. Unterseebootsflottille jusqu'au 8 décembre 1942, puis il rejoint son unité de combat dans la 7. Unterseebootsflottille.
Il quitte Kiel pour sa première patrouille sous les ordres de l'Oberleutnant zur See Günther Gretschel le 12 janvier 1943. Il traverse le secteur GIUK, puis navigue vers le sud du Groenland et au nord-est Terre-Neuve. Il coule un navire, un retardataire du convoi ON-166 jaugeant 7 176 tonneaux dans la nuit du 24 février, en plein milieu de l'Atlantique Nord.
Il quitte Saint-Nazaire le 12 avril 1943 pour sa deuxième patrouille, retournant dans le même secteur. Il coule un navire de 4 635 tonneaux traînard du convoi ONS-5, dans la nuit du 5 mai 1943. Après cinquante jours de navigation, il rejoint son nouveau port d'attache à Bordeaux le 31 mai 1943.
Le 12 octobre 1943, il part pour La Rochelle (La Pallice) où il se présente le lendemain.
Sa troisième et dernière patrouille part de La Pallice le 19 octobre 1943, l'amenant à l'ouest des côtes portugaises. C'est dans ces lieux qu'il est coulé le 9 novembre 1943 à l'est des Açores à la position 40° 31′ N, 20° 17′ O, par des charges de profondeurs larguées par un Fortress britannique du Sqdn. 220/J RAF.
Les 51 membres d'équipage meurent dans cette attaque.

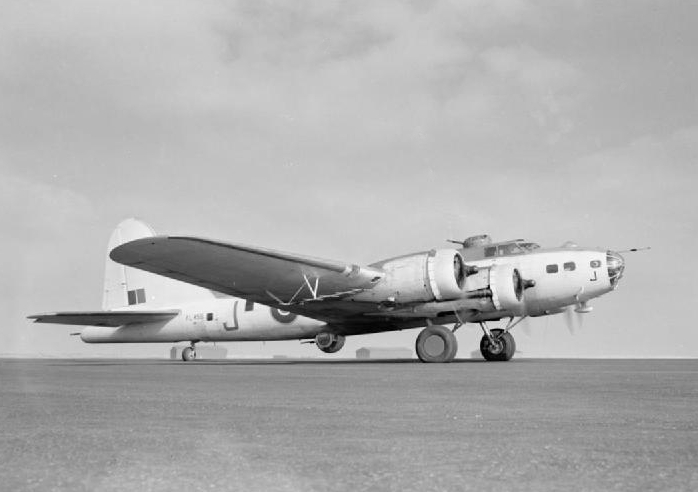
Le B-17 Mark IIA FL459 du Escadron coule l'U-707 et l'U-624 ; il endommage l'U-575. Les antennes radar ASV II sont visibles (nez et sous l'aile droite).

## Affectations
- 8. Unterseebootsflottille du 1er juillet 1942 au 8 décembre 1942 (Période de formation).
- 7. Unterseebootsflottille du 9 décembre 1942 au 9 novembre 1943 (Unité combattante).

## Commandement
- Oberleutnant zur See Günther Gretschel du 1er juillet 1942 au 9 novembre 1943.

## Patrouilles
|       | Commandant             | Départ          | Départ      | Arrivée         | Arrivée     | Jours     | Succès   |
| ----- | ---------------------- | --------------- | ----------- | --------------- | ----------- | --------- | -------- |
| 1     | Oblt. Günter Gretschel | 12 janvier 1943 | Kiel        | 8 mars 1943     | St. Nazaire | 56 jours  | 7 176    |
| 2     | Oblt. Günter Gretschel | 12 avril 1943   | St. Nazaire | 31 mai 1943     | Bordeaux    | 50 jours  | 4 635    |
|       | Oblt. Günter Gretschel | 12 octobre 1943 | Bordeaux    | 13 octobre 1943 | La Pallice  | 2 jours   |          |
| 3     | Oblt. Günter Gretschel | 19 octobre 1943 | La Pallice  | 9 novembre 1943 | Coulé       | 22 jours  |          |
| Total | Total                  | Total           | Total       | Total           | Total       | 130 jours | 11 811 t |

Notes : Oblt. = Oberleutnant zur See

### Opérations Wolfpack
L'U-707 opéra avec les Wolfpacks (meute de loups) durant sa carrière opérationnelle.
- Haudegen (26 janvier – 2 février 1943)
- Nordsturm (2-9 février 1943)
- Haudegen (9-15 février 1943)
- Taifun (15-20 février 1943)
- Specht (19 avril – 4 mai 1943)
- Fink (4-6 mai 1943)
- Naab (12-15 mai 1943)
- Donau 2 (15-26 mai 1943)
- Schill (25 octobre – 9 novembre 1943)

## Navires coulés
L'U-707 coula 2 navires marchands totalisant 11 811 tonneaux au cours des 3 patrouilles (130 jours en mer) qu'il effectua.
| Date            | Nom              | Nationalité | Tonnage | Convoi | Fait  | Localisation         |
| --------------- | ---------------- | ----------- | ------- | ------ | ----- | -------------------- |
| 24 février 1943 | Jonathan Sturges | USA         | 7 176   | ON-166 | Coulé | 46° 15′ N, 38° 11′ O |
| 5 mai 1943      | North Britain    | Royaume-Uni | 4 635   | ONS-5  | Coulé | 55° 08′ N, 42° 43′ O |